# Monteodorisio
Monteodorisio (Mundrìsce o Mundrèisce in abruzzese) è un comune italiano di 2 336 abitanti della provincia di Chieti in Abruzzo. Fa parte della comunità montana Medio Vastese.

## Storia
Le prime testimonianze della Contea di Monteodorisio risalgono al 993 quando il feudo passò nelle mani di Oderisio, conte dei Marsi, dal quale prende il nome il paese.
Nel Catalogus baronum, al periodo di Guglielmo II di Sicilia, risulta però citato con il nome di Mons Odorisius o Monterisi. Nel 1348 fu concessa ai Camponeschi dell'Aquila che ne ebbero il titolo di contea. In seguito seguì le vicende del Regno di Napoli, quindi, nel XV secolo, passò ai marchesi d'Avalos.
Alle porte del paese venne edificato il santuario della Madonna delle Grazie in seguito a presunti eventi miracolosi iniziati nel 1886.
La chiesa di San Giovanni Battista conserva dell'originario impianto trecentesco i muri di fondazione e la torre campanaria. La parte più alta della rocca è occupata dal castello, che ospita il museo per l'economia tra l'antichità ed il Rinascimento e il centro di documentazione dell'ordine francescano in Abruzzo e Molise.

## Monumenti e luoghi d'interesse

### Architetture religiose
Santuario della Madonna delle Grazie
Il santuario è sito in Via Madonna delle Grazie e risale al XIX secolo.
Chiesa di San Giovanni Battista
Sita in Via Duca degli Abruzzi. È in stile neoclassico.
Convento di San Francesco d'Assisi
È sito in Via Vittorio Emanuele III. L'impianto originario è precedente il 1334. La chiesa fu distrutta per erigere il Municipio mentre il monastero fu distrutto dopo la soppressione dell'ordine dei Frati Regolari Conventuali.
Convento di San Bernardino
Sono siti in località San Bernardino. Risale al 1442, L'impianto del convento è scomparso, rimane solamente una cappella a navata unica. L'abside è a volta mentre nella navata è a capriate.

### Architetture militari
Castello d'Avalos
La struttura fu costruita dai Normanni come fortino difensivo, successivamente passò alla famiglia dei conti dei Marsi, per poi nel XV secolo essere ceduta ai d'Avalos. Si conservano di originale le cortine e tre delle quattro torri. La torre occidentale è impreziosita da beccatelli, con un fregio in rilievo. Il castello ha un aspetto di palazzo gentilizio fortificato, dove è ospitata la sede del museo del costume locale.

## Società

### Evoluzione demografica
Abitanti censiti

## Cultura

### Musei
- Museo archeologico del Vastese
- Museo per l'economia tra l'antichità ed il Rinascimento

### Cucina
- Ventricina: insaccato preparato con carne di suino, peperoncino, sale e semi di finocchio.
- Sagne a pezzate: pasta fatta in casa preparata con semola di grano duro, sale e acqua, condita generalmente con pomodoro fresco.
- Ndernappe: pasta fatta in casa preparata con farina bianca, crusca, acqua e sale, condita con sugo di ventricina leggermente piccante.
- Pallotte casce e ove: si tratta di polpette di formaggio grattugiato, uova e mollica di pane raffermo, fritte e poi ripassate in un sugo di pomodoro e basilico.
- Lu Purciullate (Il Porcellato): pane cotto con ingredienti dolci: è un dolce semplice, nato sulla nobilitazione del pane, simile ad una pagnotta rotonda di circa un chilo, di colore scuro, che al centro si apre come un fiore, assumendo una tonalità più chiara. I pani vengono depositati nella chiesa parrocchiale dove vengono benedetti e portati in processione. A conclusione della cerimonia vengono venduti ai fedeli. La ricetta è tenuta in gran segreto e coloro che si cimentano nella sua realizzazione non riescono mai a riprodurne il sapore originale. Il pane viene consumato anche intinto nel vino cotto, soprattutto dai più anziani, che tendono a conservare la tradizione.
- Scrippelle: è un dolce preparato con farina, lievito ed acqua fritto in olio di semi e ricoperto successivamente da zucchero semolato.
- Celli ripieni: è un dolce preparato con farina, olio di oliva e zucchero, prodotto in due varianti: la prima con uova e la seconda con vino bianco. Il dolce viene modellato a ferro di cavallo, farcito con mostarda d'uva e successivamente cotto al forno.
- Caggìnette (Calgionetti): è un dolce preparato con farina, uova, zucchero e olio. Il dolce può essere farcito in tre modi: con crema di ceci, con mandorle e miele oppure con mostarda d'uva. Successivamente i calzonetti vengono fritti in olio di semi.

## Amministrazione
| Periodo        | Periodo        | Primo cittadino    | Partito                                | Carica  | Note  |
| -------------- | -------------- | ------------------ | -------------------------------------- | ------- | ----- |
| 13 giugno 2004 | 25 maggio 2014 | Ernesto Sciascia   | Lista civica Monteodorisio Democratica | Sindaco | [ 1 ] |
| 26 maggio 2014 | 28 maggio 2019 | Saverio Di Giacomo | Lista civica Monteodorisio Ripartiamo  | Sindaco | [ 1 ] |
| 29 maggio 2019 | in carica      | Catia Di Fabio     | Lista civica Nuovo Agire               | Sindaco | [ 1 ] |

## Sport

### Calcio
La principale squadra di calcio della città è l'ASD Odorisiana Calcio che milita nel campionato abruzzese di Prima Categoria.